# Тростянцы
Тростянцы (укр. Тростянці) — село в Монастырисской городской общине Чортковского района Тернопольской области Украины.
До 2020 года входило в Монастырисский район.
Население по переписи 2001 года составляло 478 человек. Почтовый индекс — 48333. Телефонный код — 3555.